# Gare de Puget-Ville
Gare de Puget-Ville vasútállomás Franciaországban, Puget-Ville településen.

## Vasútvonalak
Az állomást az alábbi vasútvonalak érintik:
- Marseille–Ventimiglia-vasútvonal

## Kapcsolódó állomások
A vasútállomáshoz az alábbi állomások vannak a legközelebb:
- Gare de Carnoules
- Gare de Cuers - Pierrefeu